# SAP Open 2008 - Qualificazioni singolare
Le qualificazioni del singolare  dello  SAP Open 2008 sono state un torneo di tennis preliminare per accedere alla fase finale della manifestazione. I vincitori dell'ultimo turno sono entrati di diritto nel tabellone principale. In caso di ritiro di uno o più giocatori aventi diritto a questi sono subentrati i lucky loser, ossia i giocatori che hanno perso nell'ultimo turno ma che avevano una classifica più alta rispetto agli altri partecipanti che avevano comunque perso nel turno finale.
Le qualificazioni del torneo SAP Open  2008 prevedevano 32 partecipanti di cui 4 sono entrati nel tabellone principale.

## Teste di serie
1. Chris Guccione (ultimo turno)
2. Denis Gremelmayr (Qualificato)
3. Wayne Odesnik (ultimo turno)
4. Sam Warburg (Qualificato)

1. Mathieu Montcourt (primo turno)
2. Bruno Echagaray (primo turno)
3. Flávio Saretta (primo turno)
4. Jesse Witten (ultimo turno)

## Qualificati
1. Benedikt Dorsch
2. Denis Gremelmayr

1. Tim Smyczek
2. Sam Warburg

## Tabellone

### Legenda
| - Q = Qualificato - WC = Wild card - LL = Lucky loser | - ALT = Alternate - SE = Special Exempt - PR = Protected Ranking | - w/o = Walkover - r = Ritirato - d = Squalificato |

### Sezione 1
|  | Primo turno     | Primo turno     | Primo turno     | Primo turno | Primo turno |  |  | Secondo turno   | Secondo turno   | Secondo turno   | Secondo turno   | Secondo turno |   |   | Ultimo turno | Ultimo turno   | Ultimo turno | Ultimo turno | Ultimo turno |  |
|  |                 |                 |                 |             |             |  |  |                 |                 |                 |                 |               |   |   |              |                |              |              |              |  |
|  | 1               | Chris Guccione  | 6               | 3           | 7           |  |  |                 |                 |                 |                 |               |   |   |              |                |              |              |              |  |
|  |                 | Noam Okun       | 4               | 6           | 68          |  |  | 1               | Chris Guccione  | Chris Guccione  | 6               | 6             |   |   |              |                |              |              |              |  |
|  | Scott Oudsema   | Scott Oudsema   | Scott Oudsema   | 7           | 6           |  |  |                 | Scott Oudsema   | Scott Oudsema   | 3               | 2             |   |   |              |                |              |              |              |  |
|  | Chris Lam       | Chris Lam       | Chris Lam       | 5           | 2           |  |  |                 |                 |                 |                 |               |   |   | 1            | Chris Guccione | 7            | 62           | 64           |  |
|  | Benedikt Dorsch | Benedikt Dorsch | Benedikt Dorsch | 6           | 6           |  |  |                 |                 |                 | Benedikt Dorsch | 62            | 7 | 7 |              |                |              |              |              |  |
|  | Bijan Hejazi    | Bijan Hejazi    | Bijan Hejazi    | 3           | 0           |  |  | Benedikt Dorsch | Benedikt Dorsch | Benedikt Dorsch | 6               | 6             |   |   |              |                |              |              |              |  |
|  |                 | Todd Widom      | Todd Widom      | 6           | 6           |  |  | Todd Widom      | Todd Widom      | Todd Widom      | 3               | 3             |   |   |              |                |              |              |              |  |
|  | 7               | Flávio Saretta  | Flávio Saretta  | 3           | 2           |  |  |                 |                 |                 |                 |               |   |   |              |                |              |              |              |  |

### Sezione 2
|  | Primo turno       | Primo turno       | Primo turno       | Primo turno | Primo turno |  |  | Secondo turno     | Secondo turno     | Secondo turno | Secondo turno     | Secondo turno     |   |   | Ultimo turno | Ultimo turno     | Ultimo turno     | Ultimo turno | Ultimo turno |  |
|  |                   |                   |                   |             |             |  |  |                   |                   |               |                   |                   |   |   |              |                  |                  |              |              |  |
|  | 2                 | Denis Gremelmayr  | 6                 | 2           | 6           |  |  |                   |                   |               |                   |                   |   |   |              |                  |                  |              |              |  |
|  |                   | Phillip King      | 4                 | 6           | 2           |  |  | 2                 | Denis Gremelmayr  | 4             | 7                 | 6                 |   |   |              |                  |                  |              |              |  |
|  | Kamil Capkovic    | Kamil Capkovic    | Kamil Capkovic    | 7           | 7           |  |  |                   | Kamil Capkovic    | 6             | 68                | 3                 |   |   |              |                  |                  |              |              |  |
|  | José de Armas     | José de Armas     | José de Armas     | 5           | 64          |  |  |                   |                   |               |                   |                   |   |   | 2            | Denis Gremelmayr | Denis Gremelmayr | 6            | 6            |  |
|  | K. J. Hippensteel | K. J. Hippensteel | K. J. Hippensteel | 6           | 7           |  |  |                   |                   |               | K. J. Hippensteel | K. J. Hippensteel | 3 | 1 |              |                  |                  |              |              |  |
|  | Rohan Bopanna     | Rohan Bopanna     | Rohan Bopanna     | 4           | 63          |  |  | K. J. Hippensteel | K. J. Hippensteel | 3             | 6                 | 7                 |   |   |              |                  |                  |              |              |  |
|  |                   | Alberto Francis   | Alberto Francis   | 7           | 6           |  |  | Alberto Francis   | Alberto Francis   | 6             | 3                 | 64                |   |   |              |                  |                  |              |              |  |
|  | 5                 | Mathieu Montcourt | Mathieu Montcourt | 64          | 4           |  |  |                   |                   |               |                   |                   |   |   |              |                  |                  |              |              |  |

### Sezione 3
|  | Primo turno      | Primo turno      | Primo turno      | Primo turno | Primo turno |  |  | Secondo turno    | Secondo turno    | Secondo turno    | Secondo turno | Secondo turno |   |   | Ultimo turno | Ultimo turno  | Ultimo turno  | Ultimo turno | Ultimo turno |  |
|  |                  |                  |                  |             |             |  |  |                  |                  |                  |               |               |   |   |              |               |               |              |              |  |
|  | 3                | Wayne Odesnik    | 4                | 6           | 6           |  |  |                  |                  |                  |               |               |   |   |              |               |               |              |              |  |
|  |                  | Jim Thomas       | 6                | 2           | 3           |  |  | 3                | Wayne Odesnik    | Wayne Odesnik    | 7             | 7             |   |   |              |               |               |              |              |  |
|  | Ryan Haviland    | Ryan Haviland    | Ryan Haviland    | 6           | 6           |  |  |                  | Ryan Haviland    | Ryan Haviland    | 64            | 6             |   |   |              |               |               |              |              |  |
|  | Stefano Ianni    | Stefano Ianni    | Stefano Ianni    | 4           | 4           |  |  |                  |                  |                  |               |               |   |   | 3            | Wayne Odesnik | Wayne Odesnik | 3            | 4            |  |
|  | Scoville Jenkins | Scoville Jenkins | Scoville Jenkins | 6           | 6           |  |  |                  |                  |                  | Tim Smyczek   | Tim Smyczek   | 6 | 6 |              |               |               |              |              |  |
|  | Marco Crugnola   | Marco Crugnola   | Marco Crugnola   | 4           | 3           |  |  | Scoville Jenkins | Scoville Jenkins | Scoville Jenkins | 4             | 1             |   |   |              |               |               |              |              |  |
|  |                  | Tim Smyczek      | Tim Smyczek      | 7           | 6           |  |  | Tim Smyczek      | Tim Smyczek      | Tim Smyczek      | 6             | 6             |   |   |              |               |               |              |              |  |
|  | 6                | Bruno Echagaray  | Bruno Echagaray  | 5           | 4           |  |  |                  |                  |                  |               |               |   |   |              |               |               |              |              |  |

### Sezione 4
|  | Primo turno         | Primo turno         | Primo turno         | Primo turno | Primo turno |  |  | Secondo turno | Secondo turno       | Secondo turno | Secondo turno | Secondo turno |   |   | Ultimo turno | Ultimo turno | Ultimo turno | Ultimo turno | Ultimo turno |  |
|  |                     |                     |                     |             |             |  |  |               |                     |               |               |               |   |   |              |              |              |              |              |  |
|  | 4                   | Sam Warburg         | Sam Warburg         | 6           | 7           |  |  |               |                     |               |               |               |   |   |              |              |              |              |              |  |
|  |                     | Conor Niland        | Conor Niland        | 0           | 65          |  |  | 4             | Sam Warburg         | 7             | 62            | 6             |   |   |              |              |              |              |              |  |
|  | Jan-Michael Gambill | Jan-Michael Gambill | Jan-Michael Gambill | 6           | 7           |  |  |               | Jan-Michael Gambill | 62            | 7             | 3             |   |   |              |              |              |              |              |  |
|  | Lester Cook         | Lester Cook         | Lester Cook         | 3           | 68          |  |  |               |                     |               |               |               |   |   | 4            | Sam Warburg  | Sam Warburg  | 6            | 6            |  |
|  | Julio Peralta       | Julio Peralta       | Julio Peralta       | 6           | 6           |  |  |               |                     | 8             | Jesse Witten  | Jesse Witten  | 1 | 2 |              |              |              |              |              |  |
|  | Daniel Chu          | Daniel Chu          | Daniel Chu          | 4           | 2           |  |  |               | Julio Peralta       | 0             | 6             | 64            |   |   |              |              |              |              |              |  |
|  | 8                   | Jesse Witten        | Jesse Witten        | 6           | 6           |  |  | 8             | Jesse Witten        | 6             | 2             | 7             |   |   |              |              |              |              |              |  |
|  |                     | Takao Suzuki        | Takao Suzuki        | 3           | 4           |  |  |               |                     |               |               |               |   |   |              |              |              |              |              |  |